# Diocèse d'Orlando
Le diocèse d'Orlando (latin : Dioecesis Orlandensis) est un territoire ecclésiastique de l'Église catholique du centre de la Floride, aux États-Unis. C'est à Orlando que se trouve le siège.

## Histoire
Le diocèse d'Orlando a été érigé le 2 mars 1968 par le pape Paul VI par la constitution apostolique Cum Ecclesia, à partir de territoires cédés par l'archidiocèse de Miami et le diocèse de Saint Augustine. Il a été placé sous l'archidiocèse de Miami en tant que diocèse suffragant. Le 16 juin 1984, le diocèse d'Orlando a cédé une partie de son territoire pour la création des diocèses de Palm Beach et de Venice.

## Territoire

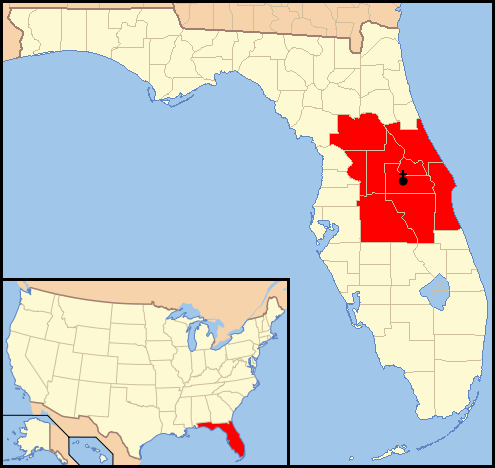
Localisation du diocèse.

Le diocèse comprend 9 comtés dans la partie centre-orientale de la Floride : Brevard, Lake, Marion, Orange, Osceola, Polk, Seminole, Sumter et Volusia.
Le siège épiscopal est la ville d'Orlando, où se trouve la cathédrale Saint-Jacques (en) (Saint James) dédiée à saint Jacques le Majeur. Sur le territoire se trouvent également deux basiliques mineures : la basilique Saint-Paul (en) à Daytona Beach, et celle du sanctuaire national de Marie Reine de l'Univers (en) à Orlando.
Le territoire s'étend sur 29 147 km2, et il est divisé en 80 paroisses.
William Donald Borders, le premier évêque du diocèse, a revendiqué en 1969 devant le pape Paul VI d'être également responsable de la Lune. En effet, selon le Code de droit canonique de 1917, alors en vigueur, les territoires récemment explorés étaient soumis à la juridiction ecclésiastique du port de départ de l'Apollo 11, parti de Cape Canaveral, sur le territoire diocésain. Si cette revendication était confirmée, le diocèse aurait une superficie totale de 37 961 590 km² et serait donc le plus vaste de tous.
Aucun pape, à l'heure actuelle, n'a officiellement assigné cette juridiction, qui a également été revendiquée par Terence James Cooke en tant qu'ancien vicaire de l'Ordinariat militaire et donc responsable des forces armées

## Évêques
- 2 mai 1968-25 mars 1974 : William Borders (William Donald Borders)
- 11 novembre 1974-12 décembre 1989 : Thomas Ier Grady (Thomas Joseph Grady)
- 20 mars 1990-13 novembre 2004 : Norbert Dorsey (Norbert Mary Léonard James Dorsey)
- 13 novembre 2004-20 avril 2010 :  Thomas II Wenski (en)
- depuis le 23 octobre 2010 : John Noonan (en) (John Gérard Noonan)

## Source
- (en) Diocese of Orlando, Catholic-Hierarchy